# 朱涛 (足球运动员)
朱涛（1974年11月20日—），中国足球运动员，中国国家女子足球队队员，位置为中场。她是1991年国际足联女子世界杯的参赛队员。她代表中国北京参加俱乐部级别赛事。